# Дівочі очка великоцвіті
Дівочі очка великоцвіті, кореопсис великоквітковий (Coreopsis grandiflora) — вид рослин з родини айстрових (Asteraceae), поширений у США й на півдні штатів Онтаріо, Квебек — Канада; натуралізований в Україні; декоративна рослина.

## Опис
Багаторічна рослина (або однорічна) 20–100 см заввишки. Кошики до 5 см в діаметрі, з золотисто-жовтими квітками. Сім'янки овально- або обернено яйцюваті, опукло-увігнуті. 2n = 26.

## Поширення
Поширений у США й на півдні штатів Онтаріо, Квебек — Канада; натуралізований у Китаї, Великій Британії, Бельгії, Естонії, Литві, Україні; також культивується.
В Україні вид зростає в садах і парках, на газонах — на всій території; декоративна рослина.

## Галерея

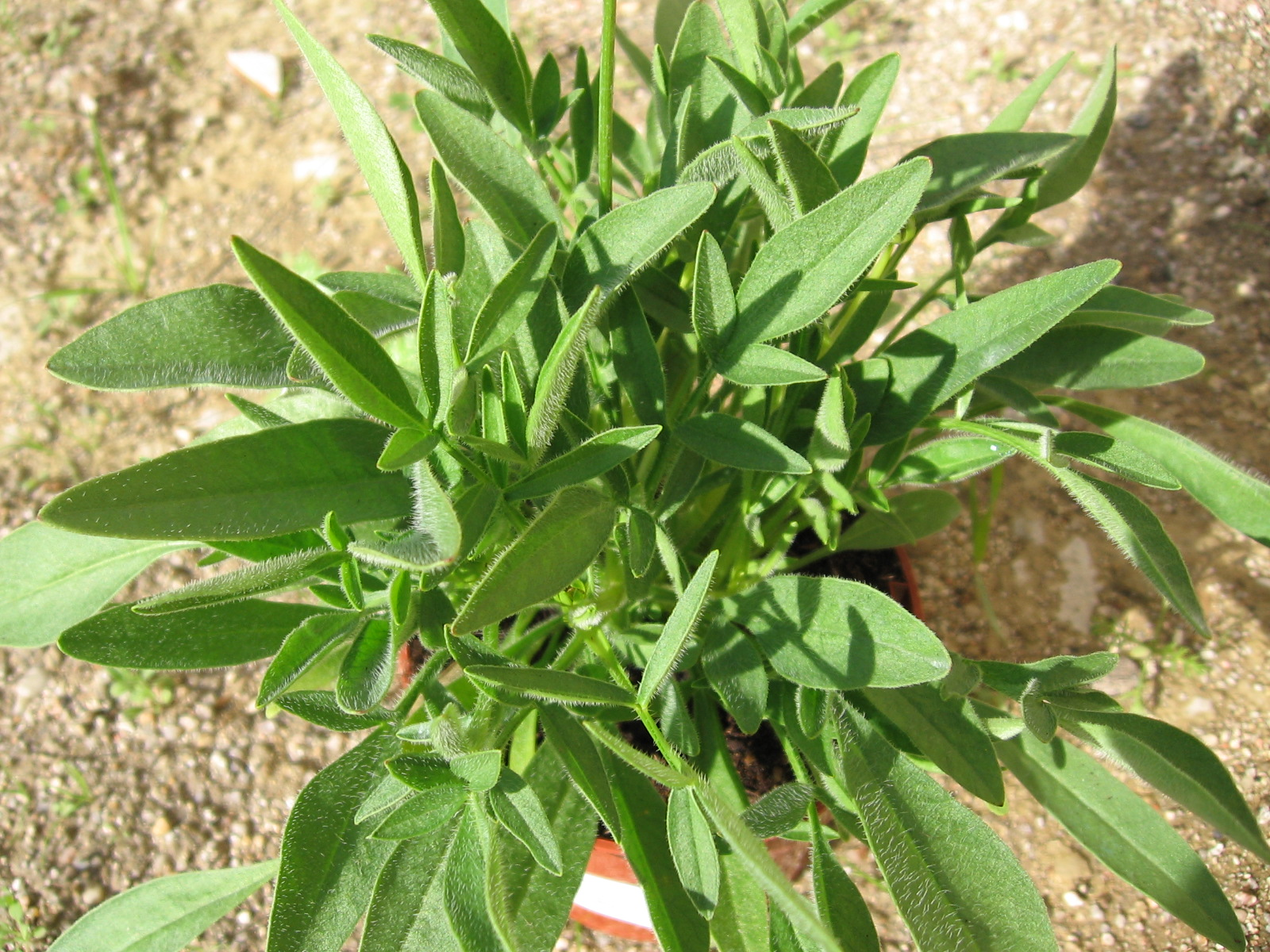
молоде листя
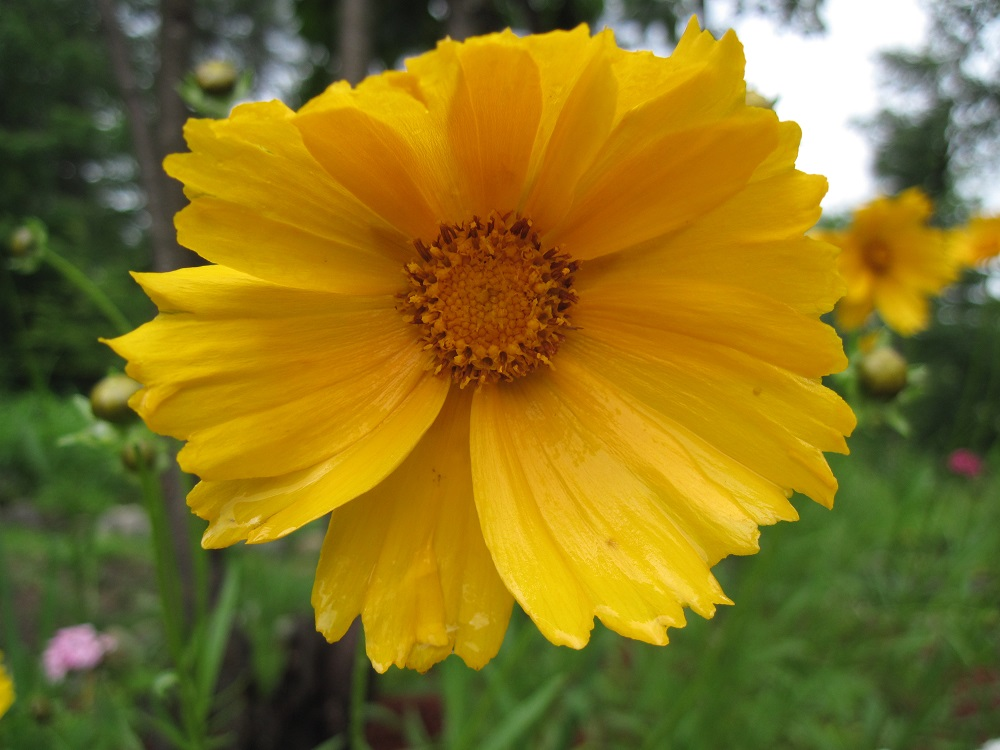
квіти
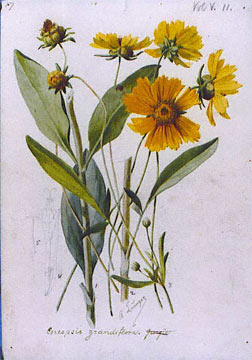
ілюстрація